# فرانسيسكو رويز تاجل
فرانسيسكو رويز تاجل (بالإسبانية: Francisco Ruiz-Tagle) (و. 1790 – 1860 م) هو سياسي من تشيلي ولد في سانتياغو.